# 返事はいらない
『返事はいらない』（へんじはいらない）は、荒井由実（現：松任谷由実）のデビュー・シングル。1972年7月5日に東芝音楽工業からリリースされた。規格品番：LTP-2680。
1989年12月21日にはCDシングルとして再リリースされた。
1枚目のオリジナル・アルバム『ひこうき雲』にはアルバム・ヴァージョンが収録された。現在、シングル・ヴァージョンはCD-BOX『Yumi Arai 1972-1976』で聴くことができる。

## 解説
発売時のキャッチ・コピーは「★シンガー＆ソング・ライター界のスーパー・ヤング・レディー!!」。
作詞・作曲・編曲・指揮・ピアノ・ハモンドオルガン・歌：荒井由実とクレジットされていたが、セールス的には苦戦し、本人曰くおおよそ300枚程度しか売れなかった（800枚とする資料もある）。現在では現存する当時のオリジナル7インチシングル盤の価格が高騰傾向にあるうえ、正規盤が前述のように売れなかったため、中古市場やオークションで出品されるのは見本盤がほとんどである。
「返事はいらない」と「空と海の輝きに向けて」は共にシングル・ヴァージョン。まだ、ヴォーカルにビブラートがかかっている。このシングルでのアレンジはアメリカン・ロック調であり、プロデュースはかまやつひろしで、演奏に高橋幸宏、ガロの日高富明、BUZZ、小原礼のデビュー前からの仲間が参加していると言われる。
本作のみ、LIBERTYレーベルからの発売となった。本作以後はEXPRESSレーベルから発売されるようになる。
1998年、ULTRA-VYBEより『Japanese 70's 7inch Box』（日本のフォーク・ロックの貴重とされる7インチシングル盤・10枚組）の1枚として7インチシングル盤が26年後に再発された。その際、シングル盤レコードレーベルの「LIBERTY」ロゴが印刷されていなかったが、これはレーベル使用料が別箇で課金される可能性があったからである。
また、オリジナル盤・再発盤共々レコードレーベル面の印刷が、「空と海の輝きに向けて」が「海と空の輝きに向けて」と誤植されている。

## 収録曲
- Side A 返事はいらない(single version) -No Need To Reply-[注釈 2]
- Side B 空と海の輝きに向けて(single version) -Towerd The Sky And Gleaming Sea-

作詞・作曲・編曲：荒井由実

## 収録作品
- 返事はいらない (シングル・バージョン)
  - Yumi Arai 1972-1976
- 返事はいらない (アルバム・バージョン)
  - ひこうき雲
  - Super Best Of Yumi Arai
- 空と海の輝きに向けて (シングル・バージョン)
  - Yumi Arai 1972-1976
- 空と海の輝きに向けて (アルバム・バージョン)
  - ひこうき雲
  - Super Best Of Yumi Arai

## カバー
返事はいらない
- 一十三十一 - 2009年、アルバム『Letters』収録
- 森七菜 - 2020年、シングル『カエルノウタ』収録